# JSR (レジストリ)
JSR（JavaScript Registry の略）は、JavaScript および TypeScript のためのパッケージレジストリである。
Deno を開発している Deno Land Inc. が開発した。

## 経緯
Deno のためのモジュールレジストリとして、deno.land/x が存在する。しかし、依存関係の重複などの問題が指摘されていた。
一方の npm においては、もともと Node.js 用に作られたこともありそのために設計されている課題がある。また、ESM ではなく CommonJS を使用しているパッケージや、TypeScript をパッケージマネージャーおよびレジストリとして根本的にサポートしていないなどの問題もあった。
2024年3月、それらの問題の解決策として、JSRが公開された。

## 特徴

### ネイティブ TypeScript サポート
JSR は、ネイティブに TypeScript をサポートしている。 npm においてパッケージを TypeScript の型をつけて公開するには、.d.ts などのファイルを作成する必要があった。しかし、JSR においては、レジストリが自動的に作成する。

### クロスランタイムサポート
JSR は、複数のランタイムをサポートすることが前提に作られている。

### npm との互換性
JSR は、npm と互換性をもっていて、npm から JSR の依存関係をインストールすることができる。